# Barleria glandulifera
Barleria glandulifera är en akantusväxtart som beskrevs av Gustav Lindau. Barleria glandulifera ingår i släktet Barleria och familjen akantusväxter. Inga underarter finns listade i Catalogue of Life.